# 보재존자삼종가
보제존자삼종가(普濟尊者三種歌)는 서울특별시 서초구에 있는 첵이다. 2016년 12월 8일 서울특별시의 유형문화재 제397호로 지정되었다.

## 개요
이 불교전적은 조선 세종17년(1435)에 전라도 순천의 송광사에서 개판한 판본이다. 표제 서명이 ‘나옹법가(懶翁法歌)’로 묵서되어 있으나, 권수의 제목은 ‘보제존자삼종가(普濟尊者三種 歌)’로 기입되어 있어 기준에 따라 이를 서명으로 채택한다.
이 자료의 원간본으로 이미 보물로 지정된 고려본(보물697호)은 본래 2책으로 구성되어 있는데, 고려 왕사 혜근(惠勤)의 어록을 그의 제자 각운(覺雲)이 편집한 <어록(語錄)>과 시자 각뇌(覺雷)가 집록하고 환암(幻菴)이 교정한 <가송(歌頌)>을 1379년에 함께 간행하였다. 그러나 이 중 송광 사본은 법장이 <가송>부분만을 다시 편찬하여 1435년에 송광사에서 단책으로 간행한 것이다.
먼저 이 책의 권수에는 ‘普濟尊者三種歌’라는 제목이 보이고 그 다음 행에 불광산(佛光山) 대원암(大源菴)의 승려인 법장(法藏, 1350-1428)이 편찬[足]했다는 일종의 저자표시가 보이고 있다. 원간본에는 각뇌가 집록하고 환암이 교정하였던 것으로 표시되어 있고, 또한 후대본인 병풍암본(1479년간)에는 권수제 아래에 ‘道菴足’으로 기재되어 있어 편자가 서로 다르다. 법장은 바로 나옹의 법맥을 이은 수선사 11세주로 법호를 고봉(高峰)이라하며, 말년을 송광사에 머물 면서 중창불사를 주도했던 인물로 이 때 송광사본을 재편 간행했던 것으로 보인다.
본 내용은 특별한 표시가 없이 바로 <백납가(百衲歌)>, <고루가(枯髏歌)>, <완주가(翫珠 歌)>의 3수가 실려 있으며, 이어서 임종게(臨終偈)와 십종가(十種歌), 그리고 별도의 구분 없이 송(頌)이 수록되어 있으나, 원간본과는 편찬체제나 내용상에 많은 차이를 보이고 있다.
삼종가(三種歌)의 내용을 보면, <백납가>는 출가와 수행의 공덕을 찬미한 노래로서, 100번이나 꿰맨 누더기를 걸치고 수행하는 행자의 무소유(無所有)를 270여 자로 노래한 것이다. 그리고 <고루가>는 인생의 무상함을 알아 참된 도를 깨달을 것을 권고하는 노래로 수없이 많은 생 (生)을 자각 없이 살다가 마른 뼈로 변하여 진흙 속에 버려져 있는 해골을 통하여, 무상의 이치를 밝히고 불도를 수행하도록 권하는 내용을 담은 350여 자로 된 노래이다.
끝으로 <완주가>는 신령하고 영롱한 구슬이 인간 속에 본래 갖추어져 있음을 읊은 것으로, 구슬을 불성(佛性)에 비유해서 노래하였다. 사람이 스스로 그 빛을 가리고 어둠 속을 헤매고 있지만 본래 구족한 불성을 되찾을 때 무명(無明)을 벗어나게 됨을 밝히고 있는 400여 자로 된 노래이다.
본 자료의 서지적 특징을 살펴보면, 이 책은 근래 선장(線裝)으로 개장한 것으로 장철법(裝綴 法)이 5침(針)으로 되어 있다. 책의 전체 크기는 23.5×16.3cm이며, 변란은 사주단변(四周單邊)으로 반곽의 크기는 17.3×13.5cm이다. 반엽을 기준으로 전체 8행으로 되어 있는데, 한 행의 경문은 15자로 배치되어 있다. 그리고 중앙의 판심부에는 어미(魚尾)는 없으나, 그 사이로 판심제와 장수 표시가 나타나 있다. 자체는 해정한 해서체로 쓰여 있는데, 원간본과는 매우 다르다.
권말에는 본문의 내용이 끝나고 한 행을 비우고 ‘宣德10年乙卯(1435)2月日 松廣寺開板’이라는 간기가 기재되어 있어 이 책이 1435년에 전라도 순천의 송광사에서 간행된 사실을 알 수 있다. 다음 면에 연화와 시주자가 기재되어 있으나 판독이 곤란한 상태이다.

## 참고 자료
- 보제존자삼종가 - 국가유산청 국가유산포털